# Disgaea (computerspelserie)
Disgaea is een computerspelserie van Nippon Ichi Software. Spellen in de serie zijn gepubliceerd voor diverse platforms. Er verschenen ook een animeserie, mangaboeken, novelles en diverse afgeleide spellen.

## Beschrijving
Het eerste spel in de serie, Disgaea: Hour of Darkness, kwam uit in Japan op 30 januari 2003 voor de PlayStation 2. In de serie tactisch rollenspellen bestuurt de speler een party van menselijke en monsterlijke personages, die elk een deel van het speelveld bezetten. Afhankelijk van het personage en de geselecteerde aanval, kan de speler schade toerichten aan een groep vijanden. Het gevecht is afgelopen wanneer een van de vriendelijke of vijandelijke groepen volledig is verslagen.
Er verschenen ook meerdere heruitgaven van eerdere speltitels, die regelmatig het verhaal veranderen of nieuwe personages toevoegen.
De spelserie werd bekend om uitzonderlijke spelelementen die niet eerder zijn toegepast in een rollenspel, zoals complexe gameplay, zeer hoge haalbare stats en humoristische dialogen.
In 2020 werd bekend dat er wereldwijd 4,5 miljoen spellen in de serie zijn verkocht.

## Ontvangst
Spellen in de serie werden positief ontvangen in recensies. Men prees de inhoud, het gevechtssysteem en de humor. Kritiek was er op de hoge leercurve en gedateerde graphics. Met een score van 87% is Disgaea: Afternoon of Darkness (PSP) het spel met de hoogste beoordeling in de serie.

## Spellen in de serie

### Hoofdserie
- Disgaea: Hour of Darkness (2003)
- Disgaea 2: Cursed Memories (2006)
- Disgaea 3: Absence of Justice (2008)
- Disgaea 4: A Promise Unforgotten (2011)
- Disgaea D2: A Brighter Darkness (2013)
- Disgaea 5: Alliance of Vengeance (2015)
- Disgaea 6: Defiance of Destiny (2021)
- Disgaea 7: Vows of the Virtueless (2023)

### Remakes/heruitgaven
- Disgaea: Afternoon of Darkness (2004)
- Disgaea DS (2008)
- Disgaea 2: Dark Hero Days (2009)
- Disgaea 3: Absence of Detention (2012)
- Disgaea 4: A Promise Revisited (2014)
- Disgaea PC (2016)
- Disgaea 2 PC (2017)
- Disgaea 5 Complete (2017)
- Disgaea 1 Complete (2018)
- Disgaea 4 Complete+ (2019)
- Disgaea 6 Complete (2022)

### Spin-offs in de reeks
- Mugen Keitai Disgaea (2004)
- Makai Kingdom: Chronicles of the Sacred Tome (2005)
- Prinny: Can I Really Be the Hero? (2008)
- Disgaea Infinite (2009)
- Prinny 2: Dawn of Operation Panties, Dood! (2010)
- Disgaea RPG (2019)